# الطاقة النووية في تونس
الطاقة النووية في تونس (بالفرنسية: Énergie nucléaire en Tunisie) تتمثل في مشروعين أحدهم في طور الإنجاز والثاني في طور الدراسة. 

## الاتفاق النووي مع فرنسا
تدرس تونس إمكانية إقامة محطة نووية بقوة 600 ميغاوات. في ديسمبر 2006، تم التوقيع على اتفاق تعاون في مجال الاستخدام السلمي للطاقة النووية مع فرنسا، محوره الطاقة النووية وتحلية المياه، وأكدت الشركة التونسية للكهرباء والغاز هذا المشروع وقالت أنه سيتم الانتهاء منه في 2020. سيمثل هذا المشروع 20% من احتياجات الطاقة في تونس.

## الاتفاق النووي مع روسيا
في 1 يونيو 2015، وقعت تونس مع روسيا في موسكو مذكرة تفاهم للتعاون في مجال الطاقة النووية لأغراض سلمية وذلك مع المؤسسة الروسية للطاقة الذرية، والهدف من المذكرة هو إنشاء لجنة مشتركة تحدد جملة من المشاريع النووية للقيام بها في تونس تحت إشراف مشترك. 

## مقالات ذات صلة
- الطاقة في تونس
- اقتصاد تونس
- الموارد الطبيعية في تونس